# Janirella extenuata
Janirella extenuata là một loài chân đều trong họ Janirellidae. Loài này được Birstein miêu tả khoa học năm 1971.